# Dario Melnjak
Dario Melnjak, född 31 oktober 1992 i Varaždin, är en kroatisk fotbollsspelare som spelar för Hajduk Split. Han har även representerat det kroatiska landslaget.

## Karriär
Den 23 september 2021 värvades Melnjak av Hajduk Split, där han skrev på ett ettårskontrakt med option på ytterligare två år. I januari 2022 utnyttjade Hajduk Split optionen och kontraktet förlängdes fram till sommaren 2024. I juli 2023 förlängde han sitt kontrakt i klubben fram till sommaren 2026 samt med en option på ytterligare ett år.